# NGC 2920
NGC 2920 ist eine Spiralgalaxie vom Hubble-Typ Sa im Sternbild Hydra südlich der Ekliptik. Sie ist schätzungsweise 139 Millionen Lichtjahre von der Milchstraße entfernt und hat einen Durchmesser von etwa 40.000 Lichtjahren.
Im selben Himmelsareal befinden sich u. a. die Galaxien NGC 2921 und NGC 2935.
Das Objekt wurde am 1. Februar 1837 von John Herschel entdeckt.